# Hieracium eripoliodes
Hieracium eripoliodes es una especie de planta con flor del género Hieracium, de la familia Asteraceae, orden Asterales.

## Distribución
Hieracium eripoliodes se distribuye por Noruega.

## Taxonomía
Fue descrita científicamente por (Omang) Omang. Fue publicada en Ark. Bot., a.s.